# Šumperk
Šumperk (tyska: Mährisch Schönberg) är en stad i Tjeckien. Den ligger i distriktet Šumperk och regionen Olomouc, i den östra delen av landet, 180 km öster om huvudstaden Prag. Šumperk ligger 336 meter över havet och antalet invånare är 26 478 (2016).